# Dodecanol
Dodecanolul (denumit și alcool 1-dodecilic sau alcool laurilic) este un compus organic cu formula chimică CH3(CH2)11OH. Este un compus incolor și lichid, insipid, și cu un miros floral. Formează esteri sulfat, a căror săruri sunt utilizate ca surfactanți în produse cosmetice; exemple includ: laurilsulfatul de sodiu, laurilsulfatul de amoniu, lauretsulfatul de sodiu.

## Obținere
Dodecanolul poate fi obținut din acizii grași din sâmburii de semințe de palmier sau din uleiul de cocos prin hidrogenare. Mai poate fi produs sintetic prin procedeul Ziegler, plecând de la trietilaluminiu. O metodă clasică de laborator implică o reducere Bouveault-Blanc a lauratului de etil.